# Mejryszki
Mejryszki (lit. Meiriškės) − wieś na Litwie, w rejonie wileńskim, 4 km na zachód od Bezdanów, niezamieszkana. Przed II wojną światową w Polsce, w powiecie wileńsko-trockim województwa wileńskiego.